# Eddie Clarke

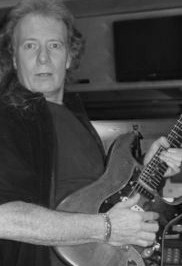
Fast Eddie Clarke, 2009

Edward Allan „Fast Eddie“ Clarke (* 5. Oktober 1950 in Twickenham; † 10. Januar 2018 in London) war ein britischer Rock-Gitarrist. Er wurde einem größeren Publikum bekannt als Gitarrist der englischen Band Motörhead.

## Leben und Karriere

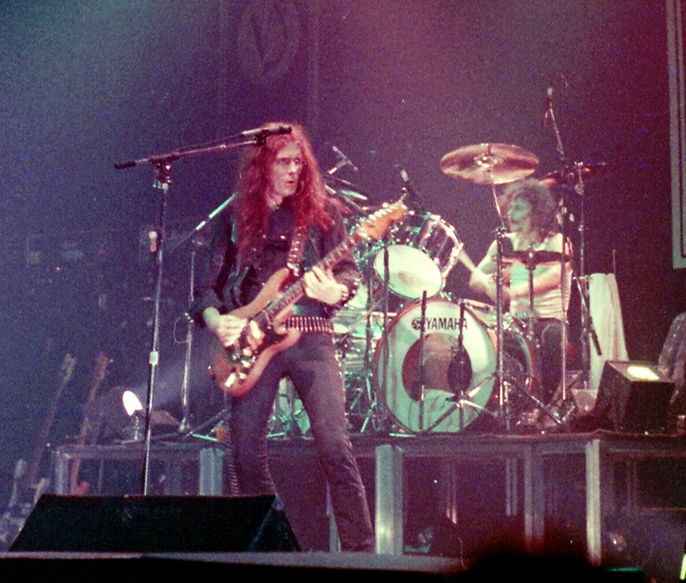
Clarke (links) mit Phil Taylor, 1982

Clarke war von 1976 bis 1982 zusammen mit Lemmy Kilmister und Phil Taylor Mitglied der klassischen Motörhead-Besetzung. Zu den wichtigsten Errungenschaften von Clarke während dieser Zeit gehören die Alben Overkill, Bomber, Ace of Spades und Iron Fist, mit denen den Briten der internationale Durchbruch gelang.
Das 1981 erschienene Livealbum No Sleep ’til Hammersmith war das erste Rock-Livealbum, das es auf Anhieb auf Platz 1 der britischen Charts schaffte. Clarke galt in dieser Zeit als einer der herausragenden Gitarristen auf der Insel, was aber mehr am überraschenden Erfolg und revolutionären Musikstil Motörheads lag als an seinen technischen Fertigkeiten.
Nach Uneinigkeit über den musikalischen Werdegang der Band verließ er während der Iron-Fist-Tournee in Nordamerika im Frühjahr 1982 die Gruppe und wurde durch Brian Robertson ersetzt. Clarke gründete seine eigene Band Fastway, mit der er jedoch nicht an die internationalen Erfolge mit Motörhead anknüpfen konnte.
Am 10. Januar 2018 starb Clarke im Alter von 67 Jahren in einem Krankenhaus, in dem er wegen einer Lungenentzündung behandelt worden war.

## Diskografie
Solo
- 1989: Naughty Old Santa's Christmas Classics, mit Phil Taylor als „Filthy Phil and Fast Eddie“
- 1993: It Ain't Over 'Till It's Over

- 2007: Anthology (Kompilation)
- 2014: Make My Day – Back to the Blues, als Fast Eddie Clarke featuring Bill Sharpe
- 2024: Make My Day: The Rock ‘n’ Roll Story Of Fast Eddie Clarke (4-CD-Kompilation)

Mit Motörhead
- 1977 Motörhead
- 1979 Overkill
- 1979 Bomber
- 1980 Ace of Spades
- 1981 No Sleep ’til Hammersmith
- 1982 Iron Fist
- 1984 No Remorse (teilweise)

Mit Fastway
- 1983: Fastway
- 1984: All Fired Up
- 1986: Waiting for the Roar
- 1987: Trick or Treat
- 1988: On Target
- 1990: Bad Bad Girls
- 1991: Say What You Will (Live)
- 1998: On Target Reworked (neu aufgenommene On Target Songs plus neu eingespieltes älteres Material)
- 2011: Eat Dog Eat